# Jim Highsmith
James A. Highsmith III nació en 1945, en Estados Unidos. Es ingeniero de software. Ha escrito diversos libros que tratan sobre la metodología de desarrollo de software. Entre ellos, destaca el Manifiesto Ágil, el documento fundacional para el desarrollo ágil de software que escribió junto con 16 autores más. Por otro lado, es el creador de Adaptive Software Development (1999) y ganador del Premio Jolt (2000) y del Premio Stevens (2005). 

## Vida y trabajo
Jim Highsmith tiene más de 25 años de experiencia como gestor de TI, así como gestor de proyectos y productos. También, ha trabajado como consultor y desarrollador ágil de software. 
En este sentido, ha asesorado a empresas de TI, software y desarrollo de productos en Estados Unidos, Europa, Canadá, Japón, India, Sudáfrica, Australia y Nueva Zelanda para ayudarles a adaptarse a un ritmo de desarrollo acelerado en entornos cada vez más complejos e inestables. También, fue consultor ejecutivo en Thoughtworks, una empresa global de consultoría de software. Además, ha trabajado en la NASA.
Trabajando como director de Information Architects, Inc., con sede en Salt Lake City, Highsmith enseñó y asesoró sobre mejora de procesos de calidad de software, gestión de proyectos y técnicas de desarrollo acelerado.
Por otro lado, se desempeñó como director del Servicio de Asesoramiento de Gestión de Proyectos Ágiles para Cutter Consortium, una firma de asesoría de TI que ha integrado un grupo con más de 125 expertos reconocidos internacionalmente, unidos para ofrecer información, consultoría y capacitación. 
Además, es uno de los fundadores de Agile Project Leadership Network.
En el libro Adaptive Software Development (1999), Jim Highsmith usa la analogía de escalar montañas para ilustrar sus puntos sobre el trabajo en equipo, la planificación y la adaptación a condiciones que cambian rápidamente. El libro contiene el siguiente mensaje: las reglas pueden ser barreras para esconderse o pautas para que los sabios las consideren y las rompan cuando las circunstancias lo justifiquen. 
Adaptive Software Development, también, cubre los conceptos de desarrollo accidental de software, el modelo conceptual adaptativo y el modelo de desarrollo adaptativo.

## Publicaciones
Jim Highsmith publicó varios artículos y libros. Algunos de ellos son:
- 1999 Desarrollo de software adaptativo: un enfoque colaborativo para administrar sistemas complejos . Publicación de la casa de Dorset.
- 2002 Ecosistemas ágiles de desarrollo de software . Prólogo de Tom DeMarco . Addison-Wesley Pearson Educación.
- 2004 Gestión ágil de proyectos: creación de productos innovadores . Addison Wesley Professional.
- 2013 Liderazgo Adaptativo: Acelerando la Agilidad Empresarial. Addison Wesley Profesional .[5]
- 2019 EDGE: Transformación digital impulsada por el valor. Addison Wesley Professional.[6]